# Liste bedeutender historischer Fachzeitschriften
Dies ist eine Liste von historischen Fachzeitschriften, in denen wissenschaftliche Artikel in deutscher, englischer und/oder französischer Sprache veröffentlicht werden. Die Auflistung ist nach dem Datum der Erstveröffentlichung sortiert.
- 1768 Lausitzisches Magazin oder Sammlung verschiedener Abhandlungen und Nachrichten zum Behuf der Natur-, Kunst-, Welt- und Vaterlandsgeschichte, der Sitten, und der schönen Wissenschaften (D) (späterer Titel: Neues Lausitzisches Magazin)
- 1808 Vaterländische Blätter für den österreichischen Kaiserstaat (A) (seit 1815 u.d.T.: Erneuerte vaterländische Blätter für den österreichischen Kaiserstaat, 1820 eingestellt)
- 1819 Vaterländisches Archiv oder Beiträge zur allseitigen Kenntniß d. Königreichs Hannover, wie es war u. ist (D)  späterer Titel bzw. Fortsetzung: Niedersächsisches Jahrbuch für Landesgeschichte)
- 1820 Archiv der Gesellschaft für ältere deutsche Geschichtskunde (D) (späterer Titel: Deutsches Archiv für  Erforschung des Mittelalters)
- 1827 Annalen des Vereins für Nassauische Altertumskunde und Geschichtsforschung (D) (späterer Titel: Nassauische Annalen)
- 1832–1836 Historisch-politische Zeitschrift (D)
- 1839 Bibliothèque de l’École des chartes (F)
- 1840 Historisk Tidsskrift (DK)
- 1842 Archivio Storico Italiano (I)
- 1844–1848 Zeitschrift für Geschichtswissenschaft (D)
- 1848 Archiv für Kunde österreichischer Geschichts-Quellen (A) (späterer Titel: Archiv für österreichische Geschichte)
- 1853 Korrespondenzblatt des Gesamtvereins der deutschen Geschichts- und Altertumsvereine (D) (späterer Titel: Blätter für deutsche Landesgeschichte)
- 1858 Preußische Jahrbücher (D)
- 1859 Historische Zeitschrift (D)
- 1862/63 Neues Archiv für sächsische Geschichte (D)
- 1866 The English Historical Review (GB)
- 1867 Századok (HUN)
- 1876 Archivalische Zeitschrift (D)
- 1876 Jahrbuch für schweizerische Geschichte (CH) (späterer Titel: Schweizerische Zeitschrift für Geschichte)
- 1876 Revue Historique (F)
- 1877 Zeitschrift für Kirchengeschichte (D)
- 1880 Historisches Jahrbuch (D)
- 1880 Zeitschrift der Savigny-Stiftung für Rechtsgeschichte (D) (Germanistische und Romanistische Abt.; Kanonistische Abt. erst ab 1910)
- 1880 Mitteilungen des Instituts für Österreichische Geschichtsforschung (A)
- 1888 Le Moyen Âge (F)
- 1892 Byzantinische Zeitschrift (D)
- 1892 The William and Mary Quarterly (USA) (Nordamerikanische Geschichte zwischen dem 15. Jahrhundert und ca. 1815)
- 1895 The American Historical Review (USA)
- 1896 Canadian Historical Review (seit 1920). Ursprünglicher Titel: Review of Historical Publications Relating to Canada (Kanada)
- 1901 Klio (D)
- 1903 Vierteljahrschrift für Sozial- und Wirtschaftsgeschichte (D)
- 1918 Hispanic American Historical Review (USA)
- 1926 Business History Review (USA) (bis 1954: Bulletin of the Business Historical Society)
- 1926 Speculum. A Journal of Medieval Studies (USA)
- 1929 Annales d’histoire économique et sociale (F) (wechselnde Titelbez. hinter Annales..., seit 2003 unter dem Titel: Annales. Histoire, Sciences sociales)
- 1932 Pacific Historical Review (USA) (Geschichte der US-amerikanischen Expansion in den pazifischen Westen Nordamerikas und darüber hinaus.)
- 1934 Bibliothèque d’Humanisme et Renaissance (CH)
- 1950 Geschichte in Wissenschaft und Unterricht (D)
- 1951 Historia (D)
- 1952 Past & Present. A Journal of Historical Studies (GB)
- 1953 Vierteljahrshefte für Zeitgeschichte (D)
- 1953 Zeitschrift für Geschichtswissenschaft (DDR/D)
- 1953 Das Historisch-Politische Buch (D)
- 1956 Journal of the Historical Society of Nigeria (Nigeria)
- 1960 Journal of African History (GB)
- 1960 Technology and Culture. The International Quarterly of the Society for the History of Technology (USA)
- 1963 Revista Brasileira de História (Brasilien)
- 1964 Jahrbuch für Geschichte Lateinamerikas (D)
- 1969 Journal of Latin American Studies (GB)
- 1971 Chiron (D)
- 1972 Göttinger Miszellen (D) (Ägyptologie)
- 1973 Francia. Forschungen zur westeuropäischen Geschichte (D)
- 1973 Bulgarian Historical Review (BG)
- 1973 Moderne Forschungen zur deutschen Geschichte (UdSSR/UK)
- 1974 Zeitschrift für historische Forschung (D)
- 1975 Geschichte und Gesellschaft. Zeitschrift für historische Sozialwissenschaft (D)
- 1976 Historical Social Research (D)
- 1977 Zeitschrift für Unternehmensgeschichte (D)
- 1981 Zeitschrift für Kanada-Studien (D)
- 1982 Subaltern Studies (GB)
- 1986 Zeitschrift für Sozialgeschichte des 20.und 21. Jahrhunderts (D) (seit 2003 unter dem Titel: Sozial. Geschichte. Zeitschrift für historische Analyse des 20. und 21. Jahrhunderts)
- 1986 Geschichte im Westen. Zeitschrift für Landes- und Zeitgeschichte (D)
- 1990 Österreichische Zeitschrift für Geschichtswissenschaften (A)
- 1990 L’Homme. Zeitschrift für feministische Geschichtswissenschaft (A)
- 1990 Journal of the History of Sexuality (USA)
- 1992 WerkstattGeschichte (D)
- 1992 Geschichte und Region/Storia e regione (AT/IT)
- 1993 Historische Anthropologie (D)
- 1994 Financial History Review (GB)
- 2002 Zeitschrift für Geschichtsdidaktik
- 2004 Jahrbuch für Geschichte des ländlichen Raumes (A)
- 2004 Zeithistorische Forschungen (D)